# Saint-Pardoux-les-Cards
Saint-Pardoux-les-Cards – miejscowość i gmina we Francji, w regionie Nowa Akwitania, w departamencie Creuse. Nazwa miejscowości pochodzi od imienia św. Pardulfa.
Według danych na rok 1990 gminę zamieszkiwały 352 osoby, a gęstość zaludnienia wynosiła 14 osób/km² (wśród 747 gmin Limousin Saint-Pardoux-les-Cards plasuje się na 324. miejscu pod względem liczby ludności, natomiast pod względem powierzchni na miejscu 238.).